# Heinz Hellmich
Heinz Hellmich (Karlsruhe, 9 juni 1890 - Cherbourg, 17 juni 1944) was een Duitse officier en Generalleutnant tijdens de Tweede Wereldoorlog.
Hellmich ging in 1908, op 18-jarige leeftijd, in het leger en werd op 22 maart 1910 bevorderd tot luitenant (Leutnant). Hij diende in de Eerste Wereldoorlog en had hierna verschillende posities als commandant. Op 1 februari 1934 volgde zijn bevordering tot luitenant-kolonel (Oberstleutnant) en vervolgens tot kolonel (oberst) op 1 januari 1936, brigadegeneraal (Generalmajor) op 1 oktober 1939 en uiteindelijk Generalleutnant (generaal-majoor) op 1 september 1941.
Tijdens het begin van de Tweede Wereldoorlog had hij dienst bij de bevoorrading van het Duitse Zevende Leger, waar hij vanaf 25 oktober 1939 de bevoorrading van Legergroep B regelde. Later kreeg hij het bevel over de 23. Infanterie-Division (23e Infanteriedivisie), waarmee hij deelnam aan de Slag om Frankrijk, Operatie Barbarossa (invasie van de Sovjet-Unie), de Slag om Białystok–Minsk, Slag om Brest, Slag om Smolensk, Slag om Vjazma en uiteindelijk Operatie Typhoon (Slag om Moskou).
Op 1 april 1942 kreeg hij het bevel over de 141. Reserve-Division, maar op 10 januari 1944 ging hij terug naar een actieve eenheid, hij kreeg het bevel over de 243. Infanterie-Division (243e Infanteriedivisie), die gestationeerd was op het Franse schiereiland Cotentin, en was belast met de verdediging van de Westkust ervan tijdens Operatie Overlord, de geallieerde invasie in West-Europa, op 6 juni 1944.
Hellmich sneuvelde op 17 juni 1944, tijdens de Slag om Cherbourg, nadat hij werd beschoten door een geallieerd vliegtuig.

## Militaire loopbaan
- Fahnenjunker: 14 november 1908[4]/ 18 november 1908[8]
- Fähnrich: 16 juli 1909[4]
- Leutnant: 16 juni 1910[4][8]
- Oberleutnant: 11 juni 1918[4][8] (Patent van 18 december 1915[8])
- Hauptmann: 1 maart 1922[4][8]
- Major: 1 april 1931[4][8] (RDA van 1 februari 1930[8])
- Oberstleutnant: 1 maart 1934[4][8]
- Oberst: 1 januari 1936[4][8]
- Generalmajor: 1 oktober 1939[4][8]
- Generalleutnant: 1 september 1941[4][8]

- Opmerking: de rang van Generalmajor is vergelijkbaar met die van een hedendaagse Brigadegeneraal (OF-6). Het Duitse leger (Heer) kende tijdens de Tweede Wereldoorlog geen rang van een Brigadegeneraal, waardoor de eerste generaalsrang een Generalmajor was. Het naoorlogse Duitse leger kent overigens wel volgens de NAVO schaal een Brigadegeneraal als eerste generaalsrang.

## Decoraties
- Ridderkruis van het IJzeren Kruis op 2 september 1944 als Generalleutnant en Commandant van de 243e Infanteriedivisie (postuum)[9][4][8]
- IJzeren Kruis 1914, 1e Klasse en 2e Klasse
- Gewondeninsigne 1918 in zwart
- Erekruis voor Frontstrijders in de Wereldoorlog
- Herhalingsgesp bij IJzeren Kruis 1939, 1e Klasse[8] en 2e Klasse[8]